# Sparvhök
Sparvhök (Accipiter nisus) är en liten rovfågel inom familjen hökar, som omfattar många andra dagaktiva rovfåglar med namn som örnar, vråkar, kärrhökar och andra hökar. Adulta sparvhökshanar har blågrå ovansida och orangestreckad undersida. Honor och juveniler är bruna på ovansidan och har brunstreckade undersidor. Hanen är upp till 25 % mindre än honan vilket är en av de största storleksskillnaderna mellan könen inom fågelriket. Den förekommer från nordvästra Afrika till stora delar av det tempererade och subtropiska Eurasien. I Europa utgör den en av de vanligaste rovfåglarna. Fågeln lever av rov och är specialiserad på att fånga fåglar i skogsmark men arten förekommer inom många biotoper, även större städer. Den häckar i passande skogsområden.

## Utbredning och systematik

### Utbredning
Sparvhök förekommer över ett stort område som sträcker sig från nordvästra Afrika till stora delar av det tempererade och subtropiska Eurasien. De populationer som häckar i de kallare regionerna är flyttfåglar, vissa flyttar så långt söderut som till östra Ekvatorialafrika och Indien. De södra populationerna är stannfåglar eller gör kortare förflyttningar, exempelvis i höjdled. Juvenilerna påbörjar flyttningen tidigare än de adulta och juvenila honor flyttar före juvenila hanar.

### Underarter
Arten delas oftast in i sex underarter:
- A. n. granti (Sharpe, 1890) – Stannfågel på Madeira och Kanarieöarna
- europeisk sparvhök[7] A. n. nisus – häckar i Europa och västra Asien så långt som till västra Sibirien och Iran; de nordliga populationerna övervintrar vid  Medelhavet, nordöstra Afrika, Arabiska halvön och Pakistan
- A. n. wolterstorffi (Kleinschmidt, 1900) – stannfågel på Sardinien och Korsika
- A. n. punicus (Erlanger, 1897) – stannfågel i nordvästra Afrika norr om Sahara.[4]
- A. n. nisosimilis (Tickell, 1833) – häckar i centrala och östra Sibirien österut till Kamtjatka och Japan, och söderut till norra Kina; hela populationen flyttar och övervintrar i Pakistan och Indien och österut genom Sydostasien och södra Kina, till Koreahalvön och Japan, vissa flyttar till och med till Afrika
- A. n. melaschistos (Hume, 1869) – häckar i bergsområden från Afghanistan över Himalaya och södra Tibet till västra Kina; genomför höjdförflyttningar och övervintrar på lägre liggande högslätter

Vissa erkänner även underarten dementjevi (Stepanyan, 1858) som häckar i Tien Shan och närliggande bergsområden i Centralasien. Andra inkluderar denna population i nisosimilis.

## Utseende och fältkännetecken

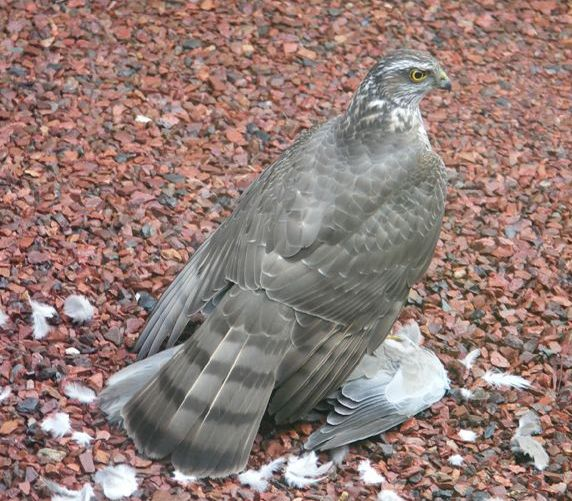
Hona med slagen ringduva.

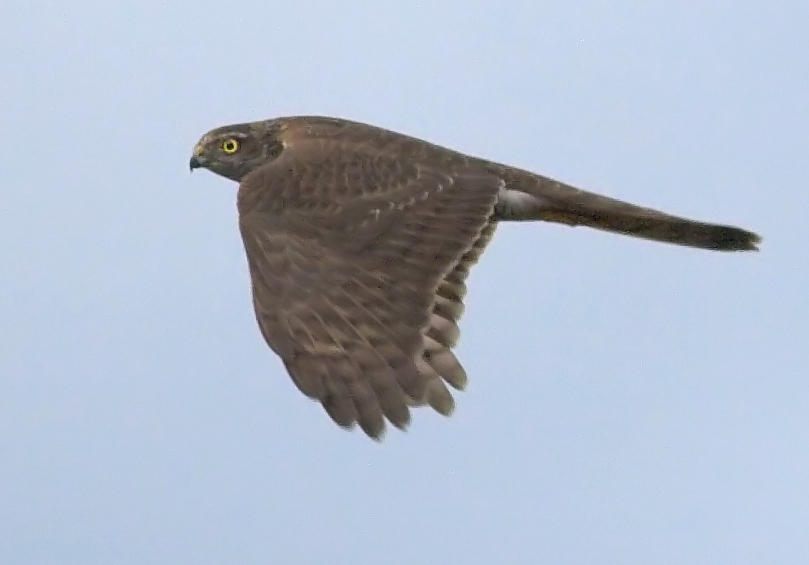
I flykten.

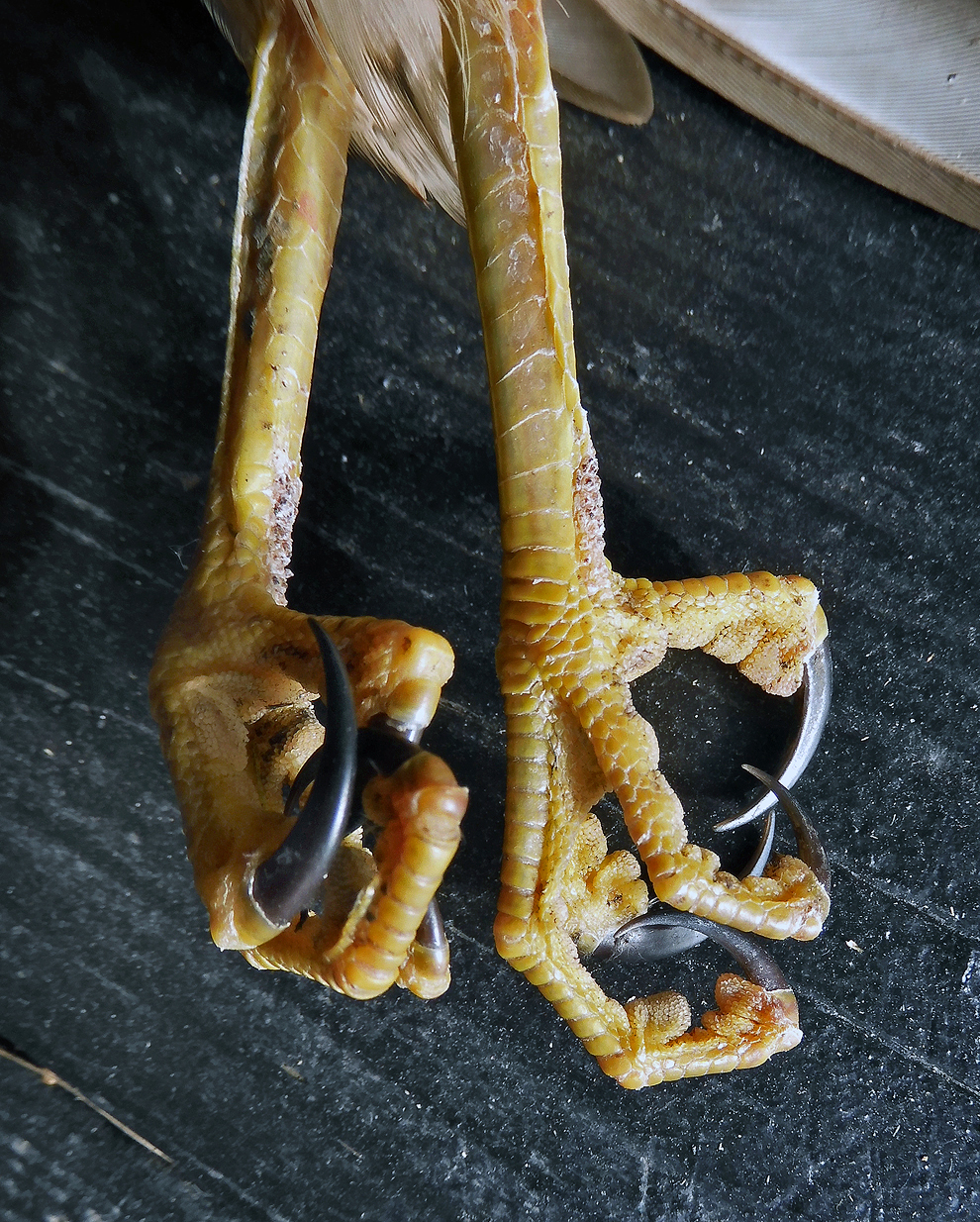
Klor på en död 1k hona.

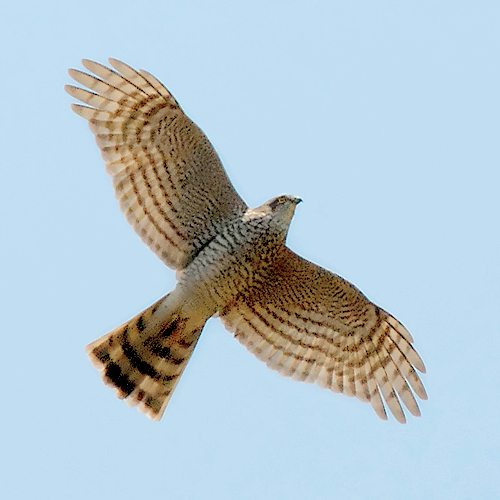
I flykten.

Sparvhöken är en liten rovfågel med korta breda vingar, med ganska trubbig vingspets och lång stjärt, vilka är anpassningar för manövrering i skogsbiotoper. Honorna kan bli upp till 25 % större än hanarna vilket är den största storleksskillnaden mellan könen hos någon fågelart.
Den adulta hanen är 29–34 cm lång, med ett vingspann på 58–65 cm, och väger 131-180 gram. Den är jämnt blygrå till gråblå på ovansidan, undersidan är fint bandad i rött på vit botten vilket får den att se orangefärgad ut på håll, och irisen är orangegul till orangeröd. Honan är mycket större än hanen och mäter 35–41 cm på längden, har ett vingspann på 67–80 cm, och väger 186–345 gram. Honan har grå till gråbrun ovansida, tvärvattrad undersida i gråbrunt, och med klargul iris. Juvenilen är på ovansidan mörkbrun med en rostig ton, har en ojämnt och grovt vattrad undersida i mörkbrunt, och har ljusgul iris. På nära håll kan man se att den har rödbruna bräm på vingframkanten. De har alla långa, smala, gula ben med svarta klor, och stjärten har hos båda könen 4-5 glesa mörka tvärband.
A. n. melaschistos har längre stjärt än nisosimilis. Underarter A. n. wolterstorffi som lever på Korsika och Sardinien är mindre, har mörkare ovansida och är kraftigare bandad på undersidan. Den nordafrikanska häckningspopulationen A. n. punicus är mycket lik nominatformen.
Flykten är karaktäristisk med några snabba vingslag följt av glidflykt, där glidflykten ger den en lätt bågformad flykt. Honan har stadigare flykt än hanen. Den flyger ofta tätt över marken och kan till och med förfölja byten till fots in under buskar och dylikt. Kan också glidflyga över trädtopparna och termikflyga högt upp under flytten.
Storleksmässigt är den lik balkanhöken (Tachyspiza brevipes) men större än shikran (Tachyspiza badius). Hanen är något mindre är tornfalken. Framförallt den större honan kan förväxlas med duvhök, men sparvhöken saknar duvhökens bukighet och dess ben är mycket tunnare och inte fjäderklädda lika långt ned på tarsen. Sparvhökshonan är för övrigt i förhållande till duvhöken smalare, har kortare vingar, stjärten är smalare vid basen och har en fyrkantig avslutning och den flyger med snabbare vingslag. Till skillnad från många av de arter som den kan förväxlas med i sitt utbredningsområde, som balkanhök, besra och tajgahök så saknar sparvhöken mörkt strupband.

## Läte
Sparvhöken är en tystlåten fågel, även under häckningen. Vanligast är ett kacklande "!kjukjukjukjukju...". Honan tigger med ett klagande "pii-ih".

## Ekologi

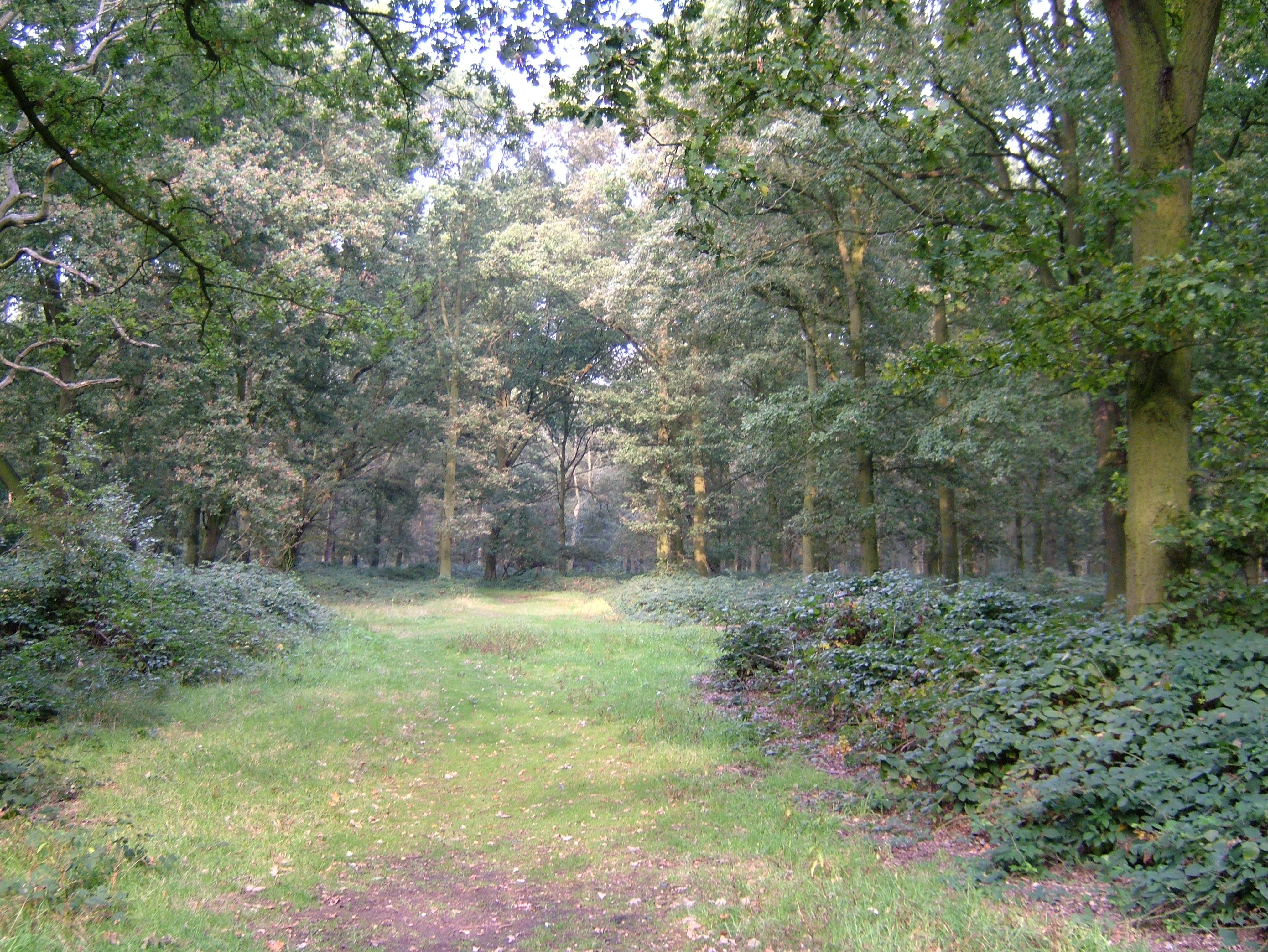
Ett gynnsamt habitat för sparvhök.

### Biotop
Sparvhöken är vanlig i de flesta olika skogsbiotoper som förekommer i dess utbredningsområdet, men även i mer öppna landskap med enstaka träd. De föredrar att jaga i skogskanten, men flyttande sparvhökar kan ses i alla typer av habitat. Till skillnad från sin större släkting duvhöken förekommer den också i trädgårdar och stadsmiljöer och häckar till och med i parker i städer.

### Föda

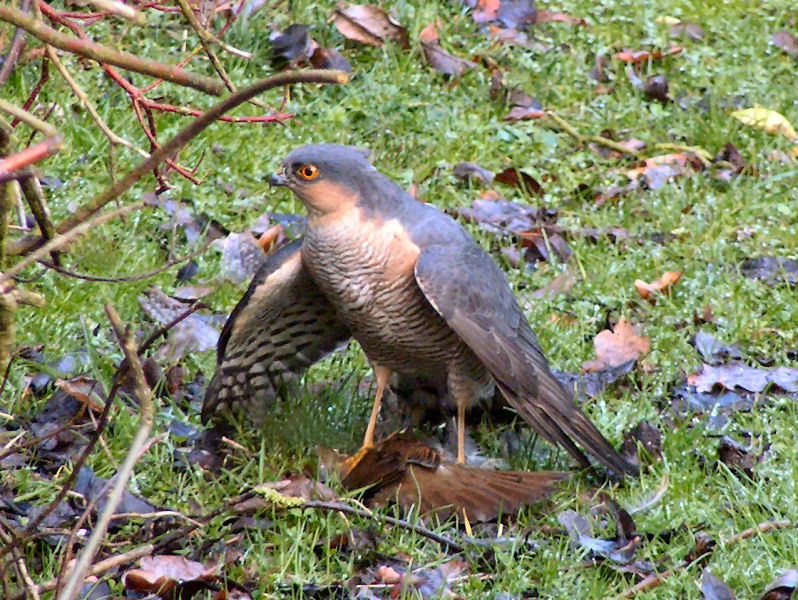
Sparvhökshane med slagen gråsparv.

Sparvhöken är en av huvudpredatorerna för mindre fåglar i skogsmark. Under födosök kan den tillryggalägga 2–3 km per dag. Den flyger ovanför trädnivån mest vid spelflykt, för att bevaka sitt revir och vid längre förflyttningar. Den jagar genom överraskningsattacker där den utnyttjar häckar, trädridåer, buskage och liknande skydd och dess habitatval dikteras av närvaron av liknande gömslen. Den gömmer sig och väntar på att fåglar ska komma nära. När ett byte är tillräckligt nära, flyger den ut snabbt och lågt. En jakt kan uppstå, då sparvhöken till och med kan vända sig upp och ned för att fånga bytet underifrån, eller förfölja sitt byte till fots under vegetation. Den kan också störtdyka ned på sitt byte från hög höjd.
Vuxna hanar dödar regelbundet fåglar som väger upp till 40 gram och ibland ända upp till 120 gram. Honor i sin tur kan ta byten på upp till 500 gram eller mer. De arter som främst fångas är de vars levnadssätt gör dem till enkla byten. Hanar tar främst mesar, finkar, sparvar och fältsparvar. Honor tar ofta trastar och starar. Större byten som duvor och skator dör inte alltid med en gång men avlider när sparvhöken sliter loss fjädrar och kött. Mer än 120 olika fågelarter är kända som bytesdjur och vissa individer specialiserar sig på vissa arter. Oftast är det adulta fåglar, eller förstaårsungar som ruggar till adult dräkt. Den tar dock även ungar, ibland as och mindre däggdjur, och väldigt sällan insekter.
När den äter, plockar den fjädrarna och börjar oftast med bröstmusklerna. Benen lämnas men kan knäckas med näbben. Som andra rovfåglar producerar den spybollar som består av delar som den inte klarat av att bryta ned. Dessa spybollar varierar från 25 till 35 mm på längden 10–18 mm på bredden, är rundade i ena änden, spetsigare i andra och består mest av mindre fjädrar.

### Häckning

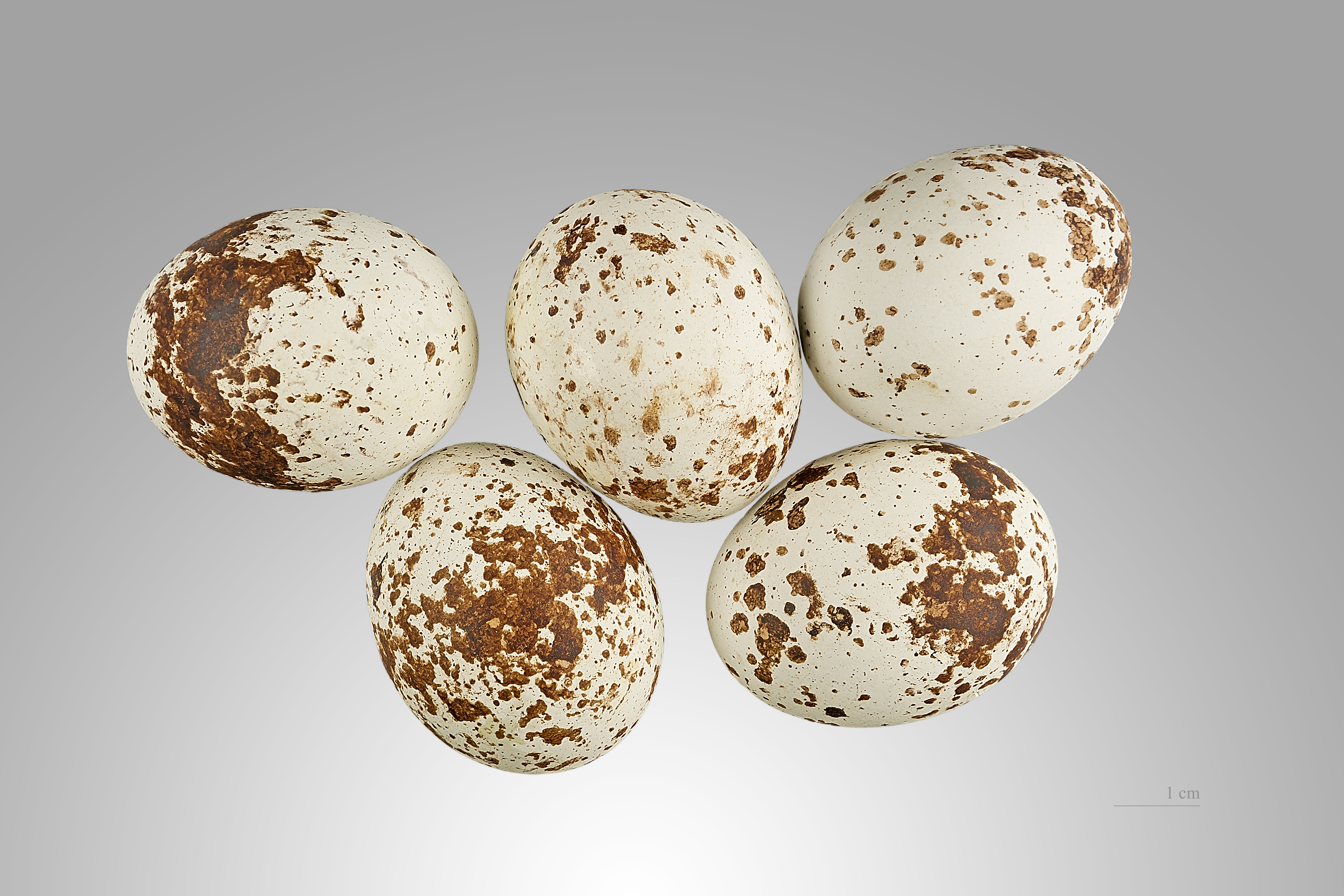
Ägg av sparvhök ur Muséum de Toulouses samling. Boplundring är på vissa platser ett hot mot arten.

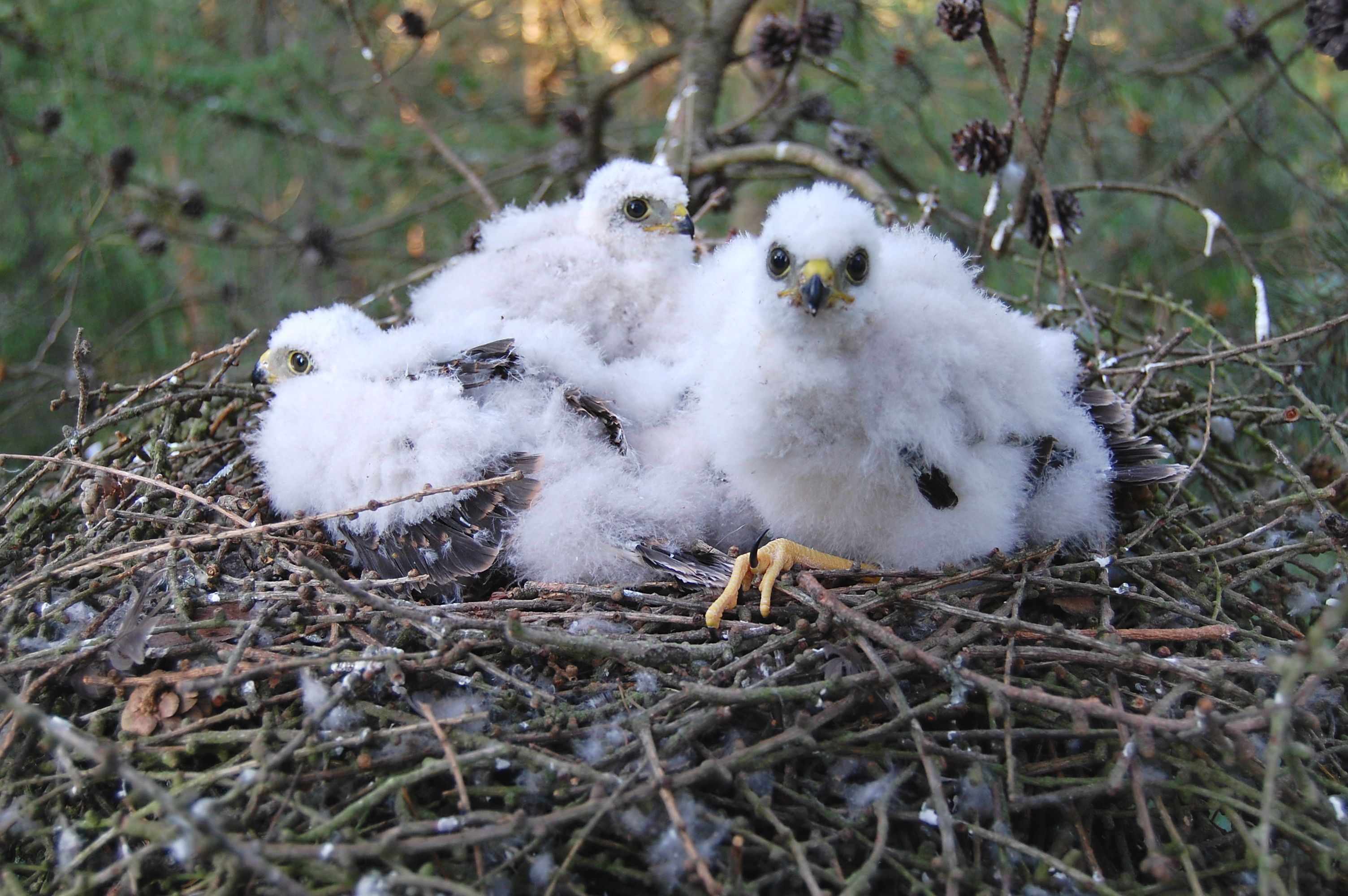
Ungar i rede.

Sparvhöken häckar i frodiga, större skogsområden, ofta med barrskog eller blandskog. Den föredrar en skogstyp som inte är för tätt och inte för gles. Den placerar ofta sitt bo i en grenklyka, ofta nära stammen där två eller tre grenar börjar, på en lägre sittande horisontell gren, eller närmre toppen i en högre buske. Den föredrar att placera sitt bo i barrträd. Den bygger ett nytt bo varje år, där hanen gör merparten av jobbet. Det placerar i närheten av förra årets bo och ibland används ett gammalt ringduvebo som grund. Den använder lösa grenar, upp till 60 cm långa, och boet har en medeldiameter på 60 cm. När äggen är lagda, fodras redet med ett extra lager av pinnar och bark.
Den lägger en kull per häckningssäsong som består av fyra till fem ägg. Ägget mäter 40 x 32 mm och väger 22,5 gram, där skalet utgör 8 %. Äggen läggs oftast på morgonen, med en frekvens av två till tre dagar emellan. Om en kull förloras, kan de lägga upp till två extra kullar som dock alltid är mindre än förstakullen.
Äggen ruvas i genomsnitt 33 dagar. Ungarna kläcks duniga, är bostannare och blir flygga efter 27–31 dagar. Det är honan som tar hand om ungarna under de första åtta till 14 dagarna i livet och även därefter vid dåligt väder. Hanen hämtar föda, upp till sex byten om dagen, den första veckan, vilket ökar till åtta under vecka tre, och tio per dag under sista veckan i boet. Mot slutet hämtar även honan mat. Efter 24–28 dagar efter kläckning börjar ungarna att sätta sig på grenar i närheten av boet, men de fortsätter att vara beroende av sina föräldrar 28–30 dagar efter att de blivit flygdugliga.
Merparten behåller sitt revir under ett år, men det finns observationer av individer som behållit samma revir i åtta år. Byte av partner leder ofta till byte av revir. Äldre individer tenderar att använda samma revir medan misslyckad häckningsframgång tenderar att leda till förflyttning. En studie visar att de som återanvänder sitt gamla revir har högre häckningsframgång, men den ökar inte med åren. Samma studie visade att honor som flyttade hade bättre häckningsframgång året efter att de bytt revir.

### Mortalitet
Den äldsta kända sparvhöken var en ringmärkt individ som återfångades i Danmark då den var 20 år och 3 månader gammal. Den typiska livslängden är annars tre år. En studie visar att proportionen av juveniler som överlever sitt första år är 39 % och att adultas överlevnadssannolikhet för varje år är 65,7 %. En studie av sparvhökshonor visade att deras överlevnadssannolikhet ökade under de tre första åren och minskade under de femte till sjätte året.

## Sparvhöken och människan

### Status och hot
Sparvhökens globala utbredningsområde uppskattas till 100 000–1 000 000 km². Den är en av de vanligaste rovfåglarna i Europa tillsammans med tornfalk och ormvråk, med ett uppskattat bestånd på 403 000–582 000 par. Extrapolerat på hela utbredningsområdet tros världspopulationen mycket preliminärt uppgå till mellan 2,2 och 3,3 miljoner vuxna individer. Populationsutvecklingen tros vara stabil och inga tecken finns på att den utsätts för några större hot. Internationella naturvårdsunionen IUCN kategoriserar den därför som livskraftig. Även i Sverige anses beståndet vara stabilt och livskraftigt.
Underarten granti, med sina 100 par på Madeira och 200 par på Kanarieöarna, är hotad på grund av habitatförlust, äggplockning och illegal jakt och listas i Annex I i EU-kommissionens fågeldirektiv.

#### Miljögifter
Under andra hälften av 1900-talet kraschade häckningspopulationen av sparvhök i Europa. Den kraftiga minskningen sammanföll med introduktionen av insektsgifterna aldrin, dieldrin och heptaklor, som började användes för betning av säd 1956. Gifterna ackumulerades i fröätande fåglar vilket resulterade i stora mängder gift i toppredatorer som sparvhök och pilgrimsfalk. Resultatet blev dubbelt: äggskalen blev tunnare vilket gjorde att de krossades under ruvningen, och fåglar förgiftades till döds av höga doser av insektsgifterna. Andra effekter var spasmer och desorientering vilket hade en negativ påverkan på deras jaktlycka. I Storbritannien förbjöds dessa miljögifter 1975. Efter detta har populationen till stora delar återhämtat sig och på vissa platser har den till och med blivit vanligare än den var innan man började använda dessa insektsgifter, exempelvis i norra Europa.

### Falkenering

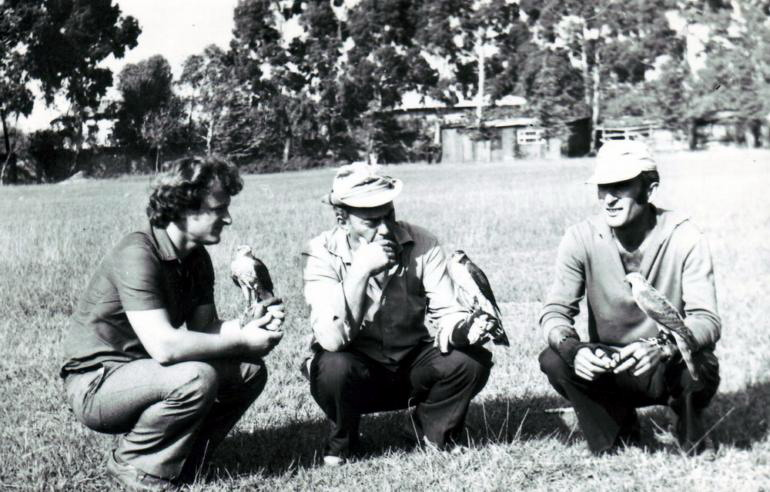
Georgiska falkenerare med sparvhökar.

Sparvhöken har under flera hundra år använts inom falkenering, exempelvis föredrogs den av stormogulen Akbar den store (1542-1605). I Tunisien och Georgien har man traditionellt använt sig av sparvhökar för att fånga vaktel. I Georgien kallas dessa falkenerare för bazieri, vilket ungefär betyder "sparvhökare", och det finns ett monument över dem i staden Poti. Sparvhöken har även varit populär inom falkenering på Irland. I 1600-talets England användes sparvhökar av präster, vilket visade på deras lägre sociala status jämfört med adeln, och arten föredrogs även av damer inom noblessen och kungahusen, på grund av sin mindre storlek.

### Sparvhöken i kulturen

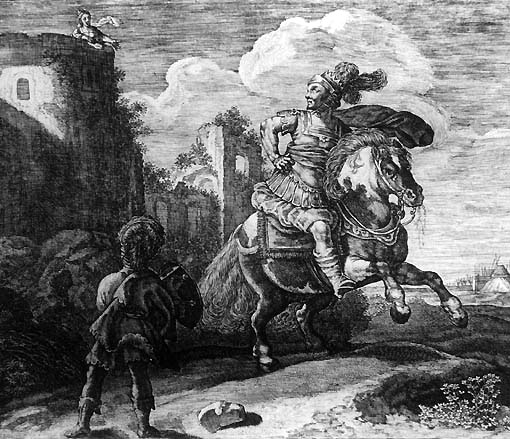
Enligt grekisk mytologi förvandlades kung Nisos till en sparvhök.

Enligt grekisk mytologi förvandlades Nisos, kung av Megara, till en sparvhök efter det att hans dotter, Skylla, skar av honom hans lila hårlock för att visa den för sin älskare Minos som också var Nisos fiende. Sparvhöken omnämns i Richard Francis Burtons Tusen och en natt som: 
Good sooth my bones, wheneas they hear thy name. Quail as birds quailed when Nisus o'er them flew.

### Namn
Dess vetenskapliga släktnamn härstammar från latinets accipiter som betecknade rovfåglar i allmänhet och falkar och hökar i synnerhet. Ordet härstammar förmodligen från latinets accipiō som betyder fånga. Det vetenskapliga artepitetet nisus är latin och betyder "ansträngning".
Dialektalt har den ofta burit samma namn som de mindre falkarna, exempelvis stenfalk och tornfalk, som på Gåsö i Bohuslän där dessa kallades spurvehög eller i Västerbotten där de kallades sparrspänning(en). På Gotland har den kallats spärring.